# Sannin Kichisa Kuruwano hatsugai

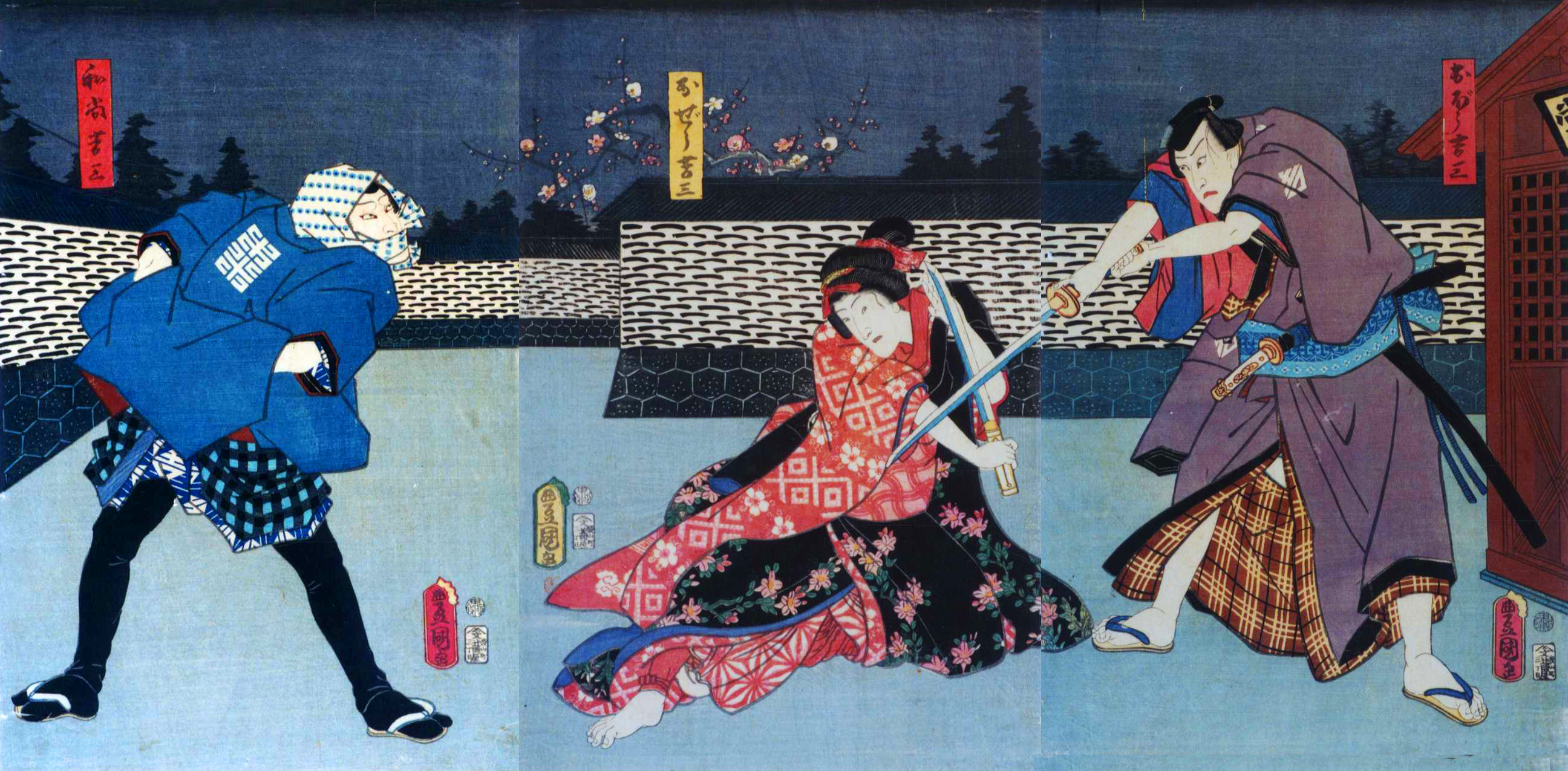
"Sannin Kichisa Kuruwano hatsugai"
----
Ngày 14 tháng Giêng An Chính năm thứ 7（ngày 05 tháng 02 năm 1860）, cảnh "Gò đất Koushinzuka bên bờ sông lớn" làm phần mở màn vở Kabuki "Sannin Kichisa Kuruwano hatsugai" trong ngày đầu năm tại Nhà hát Ichimuraza, Edo. Từ trái qua lần lượt là Oshou Kichisa (một nhà sư) do Ichikawa Kodanji Đệ tứ thủ vai, Ojou Kichisa (một cô gái) do Iwai Kumesaburou Đệ tam thủ vai và Obou Kichisa (một cậu ấm) do Kawarasaki Gonjuurou Đệ nhất thủ vai.

"Sannin Kichisa Kuruwano hatsugai"（tạm dịch là "Ba người cùng tên Kichisa: vụ mua sắm đầu năm mới ở khu đèn đỏ"）là vở Kabuki được biểu diễn lần đầu tiên tại Nhà hát Ichimuraza, Edo vào tháng Giêng An Chính năm thứ 7 (1860). Thường gọi là "Sannin Kichisa". Thuộc thể loại Sewa-mono (kịch về cuộc sống, xã hội), Shiranami-mono (kịch về bọn đạo tặc, trộm cướp). Do Kawatake Shinshichi（tên khác là Mokuami)sáng tác. Gồm có 7 màn. Câu chuyện miêu tả nhân quả báo ứng xoay quanh ba đạo tặc cùng với túi tiền 100 ryou và con dao găm, cuối cùng họ đâm chết lẫn nhau.
Thời kỳ đầu biểu diễn thì không nổi tiếng lắm, sau gần 30 năm, nó được biểu diễn lại với cái tên khác là "Sannin Kichisa Tomoeno shiranami"（tạm dịch là "Ba người cùng tên Kichisa: cuộc đời của ba đạo tặc ）đã được giản lược một phần cốt truyện（giản lược phần biểu diễn trên sân khấu của phần Yoshiwara Yuukaku (tạm dịch là "Khu đèn đỏ Yoshiwara" vì nó mang ý nghĩa của cái tên gốc "Kuruwano hatsugai"). Trong thời kỳ biểu diễn lại thì trở nên nổi tiếng, về sau trở thành tác phẩm được yêu thích thường được biểu diễn cho đến tận ngày nay với tư cách là một trong những tác phẩm Kabuki tiêu biểu.

## Tóm tắt
Khi Otose - cô gái lầu xanh - đang đi bộ trên đường vào ban đêm để trả lại số tiền 100 ryou của khách hàng đánh rơi, đạo tặc Ojou Kichisa xuất hiện rồi giật lấy túi tiền, Otose thì bị đẩy xuống sông. Obou Kichisa - một đạo tặc khác đang hướng về phía đó - nổi lên tranh chấp, nhưng đạo tặc Oshou Kichisa can thiệp, sau đó, ba người kết nghĩa anh em. Kyubei - người bán rau - đã cứu Otose khi đang trên đường giao hàng cho nhà Denkichi - cha ruột của Otose, ở đó, ông đã nhận nuôi cậu con trai không rõ lai lịch tên là Juuzaburou. Juuzaburou và Otose dần yêu nhau, từ câu chuyện của Kyubei, Denkichi biết được hai người đó là anh em. Obou Kichisa với Denkichi - cha ruột của Oshou Kichisa có cuộc cãi vã xoay quanh con dao găm Koushinmaru - con dao danh tiếng, nhưng không chú ý túi tiền 100 ryou nên Obou đã chém chết Denkichi. Oshou Kichisa đã được người ta nhờ bắt giữ Ojou và Obou Kichisa, bên cạnh đó, thương xót cho số phận Otose và Juuzaburou đằng nào thì cũng không thể đến được với nhau trên thế gian này nên giết luôn, lấy hai cái đầu để làm giả cái đầu của Ojou và Obou Kichisa nộp lên quan nhưng bị bắt vì bị phát hiện. Ojou và Obou Kichisa giải thoát cho Oshou Kichisa, ba con người bước vào đường cùng, đâm chết lẫn nhau.

## Các nhân vật
- Otose - gái lầu xanh
- Ojou Kichisa - đạo tặc giả gái
- Obou Kichisa - đạo tặc, vốn là con trai của một samurai
- Oshou Kichisa - đạo tặc, là anh trai của Otose
- Cái xác chết trôi tên là Denkichi - cha ruột của Oshou Kichisa và Otose
- Yaoya Kyubei - người bán rau（cha ruột của Ojou Kichisa）
- Teshiro Juuzaburou - con nuôi của Kyubei (thực ra là con ruột của Denkichi)

## Điểm đặc sắc
"Sannin Kichisa" lấy trọng tâm ba đạo tặc có tên gọi là Kichisaburou （Cát tam lang）, miêu tả mối quan hệ con người phức tạp giữa bọn chúng và những người xung quanh, là tiết mục mang tính tiêu biểu cao trong câu chuyện.
Ba con người khác nhau, lấy tên hành nghề đạo tặc là Oshou Kichisa, Ojou Kichisa và Obou Kichisa. Đây là nhân quả báo ứng xoay quanh con dao găm Koushinmaru và 100 ryou, cuối cùng họ đâm chết lẫn nhau.
Trong cảnh  "Gò đất Koushinzuka bên bờ sông lớn" có đoạn đặc biệt nổi tiếng, mặc dù trong tiết mục Kabuki có nhiều màn nhưng vẫn được nhiều người yêu thích nhất (=số lần biểu diễn đặc biệt nhiều). Vào một đêm cuối đông, trên gò đất Koushinzuka bên bờ Sông lớn xảy ra một chuyện hung ác rằng Ojou Kichisa giật lấy túi tiền 100 ryou hình ovan rồi đẩy ngã cô gái lầu xanh xuống sông. Sau đó, nói lời thoại Serifu như là hát lên âm vang:
Tạm dịch là:
Bởi ánh trăng mờ ảo
Mà bầu trời mùa xuân mờ sương như lưới đánh cá shirauo
Bởi đã ngà ngà say
Mà cơn gió lạnh cũng thấy thoải mái
Chỉ là một con quạ phiêu bạt
Hối hả quay về nơi trú ẩn bên bờ sông
Giọt sương trên cành hay là kẻ lấy hạt kê bằng bàn tay ướt*
Chẳng ngờ 100 ryou sẽ vào tay
（Giọng gọi với người trên sân khấu）cùng nhau trừ tà、niệm thần chú！ 
Thực sự đêm nay là đêm cuối đông sao
Trong con sông chảy về biển phía Tây
Cô gái lầu xanh ngã xuống là sự tống khứ
Bởi rất nhiều đậu**
Một bọc vàng khác với một văn tiền
Người này từ mùa xuân đến là điềm báo tốt"
- Kẻ lấy hạt kê bằng bàn tay ướt: ám chỉ người không làm mà hưởng, không tốn công sức mà vẫn thu được lợi lớn.
  - Tục ném đậu vào đầu xuân để xua đuổi quỷ dữ

Lời độc thoại này của Ojou Kichisa được gọi là "Yakuharai" (tạm dịch là "Câu thần chú") được biết đến như là meiserifu (lời thoại bao hàm sự diễn đạt biểu tình, múa và động tác) trong Kabuki.
Sau đó, Obou Kichisa xuất hiện, xin đểu "Cho tao số tiền đó đi". Xen vào giữa hai người đang bắt đầu chém nhau là Oshou Kichisa. Cả ba người này tâm đầu ý hợp, lập giao ước theo "kết nghĩa vườn đào" trong "Tam Quốc diễn nghĩa", kết nghĩa anh em dưới gốc cây mai. Là phần nổi bật nhất của phần mở màn.
Trong lúc câu chuyện xoay quanh vấn đề 100 ryou và con dao găm danh tiếng "Koushinmaru", liên quan đến ba người cùng tên Kichisa, mối quan hệ con người phức tạp đang bị ẩn giấu dần trở nên rõ ràng.
Lúc mới đầu biểu diễn, trong câu chuyện ba người cùng tên Kichisa như đã đề cập ở trên, đã có sự liên kết đến màn miêu tả cuộc tình bi thảm giữa cô gái điếm Hitoe （Nhất Huệ） của chốn lầu xanh Yoshiwara và Kiya Bunri （Mộc Ốc Văn Lý）. Tuy nhiên, từ khi biểu diễn lại trở về sau, câu chuyện Bunri - Hitoe thông thường đều được giản lược.
-->

## Link
- 三人吉三巴白浪（歌舞伎 on the web）
- 三人吉三の三すくみ Lưu trữ ngày 29 tháng 10 năm 2002 tại Wayback Machine（評論）
- 試論：黙阿弥の「七五調」の科白術 Lưu trữ ngày 14 tháng 6 năm 2002 tại Wayback Machine（評論）
- 歌舞伎事典「三人吉三廓初買」 Lưu trữ ngày 3 tháng 1 năm 2009 tại Wayback Machine（「大川端庚申塚の場」の動画）
- ArtWiki「三人吉三廓初買」（幕ごとのあらすじを紹介）